# Борис Николов (футболист)
Борис Николов, известен и с прякора си Мечката, е български футболист и треньор. Той е един от 13-те основатели на футболния клуб Галатасарай, като е и първият капитан и треньор на отбора.

## Биография
Учи в Галатасарайския лицей в Истанбул. На 1 ноември 1905 г. става един от 13-те учредители на едноименния футболен клуб в лицея. Али Сами Йен, който е първият председател на отбора, привлича и свои български и сръбски съученици в организацията. Николов е записан под номер 5 в учредителния акт и поема функциите на играещ треньор.
В първата официална среща на „чим-бом“ Николов вкарва и гол за победата с 2:0 над Кадъкьой. Смята се, че по това време в тима играят и Благой Балъкчиев и Павел Белчев. През 1906 г. Галатасарай се включва във Футболната лига на Истанбул, но от 4 мача не успява да запише победа (2 равенства и 2 загуби). Николов играе в 2 мача, като вкарва 1 гол. След края на сезона напуска треньорския пост и остава като футболист.
В началото на Балканската война, поради нарастващия национализъм в Османската империя, името на българина е заличено от списъка на основателите на клуба. Когато отборът получава регистрация на 14 август 1913 г., напусналите до преди тази дата не получават членски номера. Все пак, след създаването на Република Турция, оригиналният документ за основаването на отбора е приет за валиден.
Името Борис Николов стои и сред основателите на Славия София през 1913 г., но най-вероятно става въпрос за друго лице със същите имена.